# Ilia Darevski
Ilia Sergueïevitch Darevski (en russe : Илья Сергеевич Даревский) est un biologiste et un herpétologue russe, né le 18 décembre 1924 à Kiev et mort le 8 août 2009 à Saint-Pétersbourg.
En collaboration avec Josef Friedrich Schmidtler (1942-), il a rassemblé et étudié 1 977 spécimens en provenance de Transcaucasie et de Turquie. Leur collection est conservée au Muséum d'histoire naturelle de Vienne.
Plusieurs espèces de reptiles et d'amphibiens ont été nommées en son honneur, comme  Vipera darevskii, Eutropis darevskii et Scincella darevskii.
Il était membre de l'Académie des sciences de Russie, à Saint-Pétersbourg.

## Publication
- Orlov, Nikolai and Ilya S. Darevsky 1,999 Description of a new species of mainland Goniurosaurus genus, from the north-eastern Vietnam. Russ. J. Herpetol. J. Herpetol. 6 (1): 72-78. 6 (1): 72-78.
- Darevsky I S; Kupriyanova L A; Roshchin V V 1984, A new all-female triploid species of gecko and karyological data on the bisexual Hemidactylus frenatus from Vietnam. Journal of Herpetology 18 (3) : 277-284
- Ananjeva NB, Borkin LJ, Darevsky IS, Orlov NL. 1998. Amphibiand and Reptiles. Encyclopedia of Nature of Russia. ABF Moscow (en Russe). 574 pp.